# کوزیلو
کوزیلو (به صربی: Kozilo) یک منطقهٔ مسکونی در صربستان است که در ولاسوتینتسه واقع شده‌است. کوزیلو ۸ نفر جمعیت دارد.